# Вольность (хутор)
Вольность — хутор в Успенском районе Краснодарского края России.
Входит в состав Маламинского сельского поселения.

## Население
| 2002 | 2010 |
| ---- | ---- |
| 198  | ↘195 |

## Улицы
- ул. Колхозная,
- ул. Мира[5].